# Poraj (województwo pomorskie)
Poraj – osada w Polsce położona w województwie pomorskim, w powiecie lęborskim, w gminie Wicko w pobliżu drodze wojewódzkiej nr .
W latach 1975–1998 miejscowość położona była w województwie słupskim.

## Zabytki
Według rejestru zabytków NID na listę zabytków wpisana jest willa nr 5 z parkiem z pocz. XX w., nr rej.: A-1507 z 17.01.1995.
Pałac z 1895 roku zbudowano zgodnie z linią realizacji naukowych celów, jakie stawiała przed sobą gospodarka II Rzeszy. Ponieważ pobliskie tereny obfitowały w torfowiska, zbiorniki wodne i podmokłe przestrzenie, stąd w pałacu działała naukowa stacja badawcza zajmująca się uprawami rolnymi prowadzonymi w bagnach wysokich.
W przypałacowym parku znajduje się galeria sztuki współczesnej, w której zbiorach są prace takich artystów jak Christos Mandzios, Tomasz Sobisz, Rafał Synowiec, Tomasz Skórka, Marcin Plichta, Mariusz Burdek, Tomasz Radziewicz.